# Fromental gros
El fromental (Arrhenatherum elatius), és una espècie de planta amb flors del gènere Arrhenatherum dins la família de les poàcies.
Addicionalment pot rebre els noms de civada borda, civada falsa, cugula, fenàs de cebetes, fenàs de riu, formental, fromental gros, gram, herba formental i herba fromental. També s'han recollit les variants lingüístiques porrilla.

## Descripció
És una planta herbàcia perenne de port cespitós que pot atènyer el metre i mig d'alçada. Les tiges són erectes o doblegades a la base, llisses i brillants. Té unes fulles llargues d'uns 10 - 40 cm de llargada per 5 mm. d'amplada. Floreix de maig a setembre una inflorescència en forma de panícula laxa. Espècie pluriregional de distribució europea, mediterrània, macaronèsica i iraniana. Als Països Catalans creix en prats i herbeis de terra baixa i mitjana de la regió mediterrània; defuig dels llocs extremadament àrids. És una espècie molt polimorfa amb diferents subespècies. El seu gust amarg fa que no sigui gaire apreciada per farratge en el camp, però un cop segada s'usa per fer fenc. És una espècie característica de molts prats de dall.

## Taxonomia
Es reconiexen les següents subespècies:
- Arrhenatherum elatius subsp. bulbosum (Willd.) Schübl. & G.Martens
- Arrhenatherum elatius subsp. elatius
- Arrhenatherum elatius subsp. sardoum (Em.Schmid) Gamisans

### Sinònims
Els següents noms científics són sinònims d'Arnica:
- Arrhenatherum avenaceum P.Beauv.
- Avena elata Salisb.
- Avena elatior L.
- Avenastrum elatius (L.) Jess.
- Holcus avenaceus Scop.
- Holcus elatior (L.) Scop.